# Henry Danvers (1er comte de Danby)
Henry Danvers, 1er comte de Danby, (28 juin 1573 - 20 janvier 1644) est un soldat anglais. Hors-la-loi après un meurtre, il regagne les faveurs et devient chevalier de la Jarretière.

## Biographie
Il est le deuxième fils de John Danvers, de Dauntsey, Wiltshire, et de son épouse Elizabeth Nevill, la plus jeune fille et cohéritière de John Neville (4e baron Latimer). Il nait à Dauntsey le 28 juin 1573 et devient très jeune, page de Philip Sidney, qu'il accompagne aux Pays-Bas, et est probablement présent à la bataille de Zutphen en 1586. Après la mort de son maître, il sert comme volontaire sous Maurice de Nassau, qui le nomme à l'âge de dix-huit ans au commandement d'une compagnie d'infanterie. Danvers prend part au siège de Rouen en 1591, et y est fait chevalier pour ses services sur le terrain par Robert Devereux (2e comte d'Essex), à la tête de l'expédition.
Son père meurt le 19 décembre 1593 et le 4 octobre 1594, Henry Long, fils de Robert Long et frère de Walter Long, est tué. Une querelle existait entre les familles Long et Danvers depuis un certain temps. Selon un récit, Henry Long dînait au milieu de la journée avec un groupe d'amis à Corsham, lorsque Danvers, suivi de son frère Charles et d'un certain nombre de serviteurs, fait irruption dans la pièce et abat Long sur place. Les frères s'enfuient ensuite à cheval vers Whitley Lodge, près de Titchfield, le siège de Henry Wriothesley (3e comte de Southampton). Avec l'aide de Southampton, ils réussissent après quelques jours à sortir du pays. Une enquête du coroner a lieu et les frères sont mis hors-la-loi. Une autre version de l'histoire affirme qu'Henry Long a été tué par Henry Danvers en défendant son frère Charles contre Long et sa compagnie.
Les frères rejoignent l'armée française et deviennent connus de Henri IV de France pour leur bravoure remarquable. En 1597, Henry Danvers sert sous Charles Howard (1er comte de Nottingham), apparemment en tant que capitaine d'un navire de guerre dans l'expédition de cette année-là sur la côte espagnole.
Après qu'Henri IV ait intercédé auprès d'Elisabeth Ire, et Gilbert Talbot (7e comte de Shrewsbury) auprès de Robert Cecil, les frères sont graciés le 30 juin 1598 et ils retournent en Angleterre au mois d'août suivant ; mais ce n'est qu'en 1604 que l'acte d'accusation du coroner est jugé mauvais pour un motif technique et que la mise hors la loi est annulée. Henry est, peu après son retour, employé en Irlande sous le comte d'Essex, et Charles Blount (8e baron Mountjoy), lords-lieutenants d'Irlande successifs. En septembre 1599, il est nommé lieutenant-général du cheval, en juillet 1601 gouverneur d'Armagh, et en juillet 1602, sergent-major général de l'armée d'Irlande. Par Jacques Ier il est créé baron Danvers de Dauntsey, Wiltshire, en 1603 pour le service lors de la victoire à Kinsale en Irlande, et deux ans plus tard est restauré comme héritier de son père, malgré l'attainder de son frère aîné Charles, qui a été décapité en 1601 pour sa part dans l'insurrection d'Essex.
Le 14 novembre 1607, Danvers est nommé lord président de Munster, poste qu'il conserve jusqu'en 1615, date à laquelle il le vend à Donogh O'Brien (4e comte de Thomond) (en). Le 15 juin 1613, il obtient la concession en réversion de la charge de gardien du palais Saint-Jacques, et le 23 mars 1621, il est nommé gouverneur à vie de l'île de Guernesey.
Par Charles Ier il est créé comte de Danby le 5 février 1626 et, le 20 juillet 1628, prête serment comme membre du conseil privé. En 1630, Danby hérite des domaines de sa mère, qui, après la mort de son premier mari, a épousé Edmund Cary. Il est nommé conseiller du Pays de Galles le 12 mai 1633 et est nommé chevalier de la Jarretière le 7 novembre de la même année. Il fait partie de plusieurs commissions de Charles Ier, forme l'un des conseils de guerre nommés le 17 juin 1637 et exerce les fonctions de commissaire de la régence du 9 août au 25 novembre 1641. Il ne s'est jamais marié et à sa mort, la baronnie de Danvers et le comté de Danby s'éteignent. Thomas Osborne (1er duc de Leeds), mieux connu dans l'histoire sous le nom de comte de Danby, est son petit-neveu.
Vers la fin de sa vie, il souffre d'une mauvaise santé et vit principalement à la campagne. Il meurt dans sa maison de Cornbury Park, dans l'Oxfordshire, le 20 janvier 1644, et est enterré dans l'église Dauntsey, où se trouve un monument de marbre blanc à sa mémoire. Sur le côté est du monument se trouvent des lignes écrites en apparence par son parent, George Herbert, qui effectue une longue visite à Dauntsey en 1629 . Le biographe d'Herbert, John Drury, remet cependant en doute l'exactitude de l'attribution .

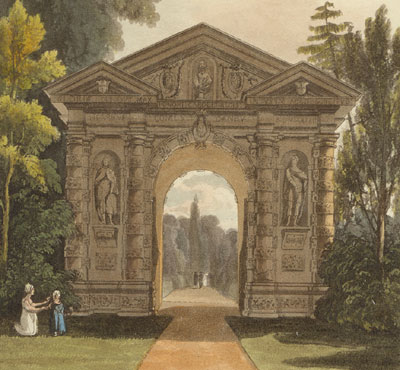
La porte Danby vers le jardin botanique de l'Université d'Oxford construit en 1633.

Le 12 mars 1622, Danvers transfère à l'université d'Oxford cinq acres de terrain, en face du Magdalen College, qui servait autrefois de cimetière juif, pour l'encouragement de l'étude de la physique et de la botanique. Il fait surélever le terrain et enfermer dans un haut mur. La porte d'entrée du jardin botanique d'Oxford, conçue par Nicholas Stone, un maître maçon qui travaille fréquemment avec Inigo Jones, porte encore l'inscription suivante, 'Gloriae Dei Opt. Max. Honori Caroli Regis, in usum Acad. et Reipub. Henricus vient Danby DD. MDCXXXII.' .